# 周岐伯
周岐伯，广东人，明朝政治人物。
周岐伯曾于1541年接替林维熊任崇明县知县一职，1545年由邵照接任。